# ناصربلیوند
ناصربلیوند، روستایی از توابع بخش مرکزی شهرستان گتوند در استان خوزستان ایران است.

## جمعیت
این روستا در دهستان کیارس قرار دارد و براساس سرشماری مرکز آمار ایران در سال ۱۳۸۵، جمعیت آن ۲۴ نفر (۴خانوار) بوده‌است.